# Partido por la Soberanía Popular
Partido por la Soberanía Popular, es un partido político de Argentina fundado en el año 2013. Su presidenta, Milagro Sala, es diputada del Parlamento del Mercosur por el Grupo Progresista, y se encuentra detenida desde 2016, condenada por el delito de daño agravado por el escrache al gobernador Gerardo Morales y por el campamento, durante 52 días, frente a la Casa de Gobierno (condena ratificada en 2017 por la Cámara Federal de Casación Penal), y luego a 13 años de prisión, por el Tribunal en lo Criminal N°3 de Jujuy, por fraude a la administración pública y extorsión en concurso real por el desvío de fondos del estado destinados a la construcción de viviendas sociales.
El partido cuenta con personería política en la provincia de Jujuy y contaba con 40.201 afiliaciones para 2016, lo que lo convierte en el decimocuarto partido político con más afiliados del país.

## Resumen electoral

### Elecciones gobernadores
En las elecciones para gobernador perdieron frente a Gerardo Morales dos veces consecutivas.
| Año  | Candidatos                        | Primera vuelta | Primera vuelta | Balotaje | Balotaje | Resultado | Nota                    |
| Año  | Candidatos                        | votos          | % votos        | votos    | % votos  | Resultado | Nota                    |
| ---- | --------------------------------- | -------------- | -------------- | -------- | -------- | --------- | ----------------------- |
| 2015 | Eduardo Fellner-Guillermo Jenefes | 139,119        | 35,63          |          |          | No electo | Frente para la Victoria |
| 2019 | Paula Álvarez Carreras            | 10,235         | 2,57           |          |          | No electa | Frente Unidad Ciudadana |

### Elecciones al congreso
| Año  | Votos   | %     | Bancas ganadas | Posición        | Presidencia                | Nota                    |
| ---- | ------- | ----- | -------------- | --------------- | -------------------------- | ----------------------- |
| 2013 | 120.460 | 33,20 | 1/3            | Primera Minoría | Cristina Kirchner (FPV—PJ) | Frente para la Victoria |
| 2015 | 128.738 | 31,76 | 1/3            | Primera Minoría | Cristina Kirchner (FPV—PJ) | Frente para la Victoria |
| 2017 | 70.818  | 19,78 | 0/3            | Minoría         | Mauricio Macri (Cambiemos) | Frente Justicialista    |
| 2019 | 12559   | 3,40  | 0              | No califica     | Mauricio Macri (Cambiemos) | Frente Unidad Ciudadana |